# West Pymble, New South Wales
West Pymble este o suburbie în Sydney, Australia.